# Булюбаш, Евгений Григорьевич
Евгений Григорьевич Булюбаш (1 сентября, 1873, Полтава — 2 октября 1967, Мартинсберг, Западная Вирджиния, США) — генерал-майор, участник Первой мировой войны и Белого движения на Юге России, первопоходник, военный преподаватель. Эмигрант. Автор воспоминаний.

## Биография

Булюбаш до Первой мировой войны

### Первые годы
Родился 1 сентября 1873 года в Полтаве в дворянской семье. Поступил во Владимирский Киевский кадетский корпус, который закончил в 1892 году. С 1 сентября 1892 года Булюбаш поступил на военную службу. В 1894 году окончил Павловское военное училище. 8 августа 1894 года выпущен подпоручиком в лейб-гвардии Санкт-Петербургский полк. В 1898 году произведён в поручики. Окончил в 1900 году Николаевскую академию Генштаба (по 2-му классу 2-му разряду). В 1902 году произведён в штабс-капитаны, с 1904 года командовал ротой Павловского военного училища. В 1906 году капитан, в 1912 году полковник.

### Первая мировая война

Полковник Булюбаш, 1913 год

Накануне Первой мировой войны служил в 170-м пехотном Молодечненском полку, с которым и ушёл на фронт. Участник Восточно-Прусской операции, 14 августа 1914 года во время исполнения обязанностей парламентёра попал под обстрел в районе укрепления Летцен и получил тяжелое ранение. На излечении в тылу, затем с октября 1915 года преподаватель Павловского военного училища, командир батальона училища (не ранее чем до 1916 года). В 1917 году снова на фронте, командир Пятигорского 151-го пехотного полка.

### Участник Белого движения
В Добровольческой армии с 3 декабря 1917 года. Начальник гарнизона города Новочеркасска. Участник Ледяного похода, в котором командовал 1-м (офицерским) батальоном Корниловского полка. С декабря 1918 года в составе Донской армии. Командир 1-го Донского пластунского батальона (затем развёрнутого в полк). В конце 1918 года после повторного тяжелого ранения окончательно выбыл из строя. Переведён командованием в тыл на должность
преподавателя Кубанского Алексеевского военного училища. В 1920 году в Крыму, откуда в ноябре эвакуирован с частями Русской армии в Галлиполи.

### Эмиграция
В Галлиполи 21 марта 1921 года был произведён в генерал-майоры по совокупности боевых заслуг. После Галлиполийского сидения в 1922 году переехал в Болгарию. С началом Второй мировой войны переехал в Германию в город Мюнхен. В 1950 году эмигрировал в США. Умер в 1967 году в городе Мартинсберге (штат Западная Вирджиния). По завещанию Булюбаша его прах был перенесен в Мюнхен и захоронен рядом с могилой жены на кладбище Вальдфридгоф.

## Награды
- Орден Святого Станислава 2-й степени (ВП 06.12.1908)
- Орден Святой Анны 2-й степени (1911)
- Орден Св. Владимира 4-й степени с мечами и бантом (ВП 19.04.1915)
- Орден Св. Владимира 3-й степени (доп. к «Приказу по армии и флоту» от 04.03.1917, с 06.12.1916)
- Знак 1-го Кубанского (Ледяного) похода

## Примечание
1. 1 2 3 4  Булюбаш, Евгений Григорьевич. // Проект «Русская армия в Великой войне».
2. 1 2 3 4  История Полтавы. Персоналии